# Borgo Velino
Borgo Velino – miejscowość i gmina we Włoszech, w regionie Lacjum, w prowincji Rieti.
Według danych na rok 2004 gminę zamieszkiwało 919 osób, 54,1 os./km².